# 刘曦 (围棋棋手)
刘曦（1988年4月6日—），中国江苏省南通市如东县人，围棋职业五段棋手。他2000年入段，2014年升为五段。获2009年第1届全国智力运动会围棋混双赛冠军（与於之莹搭档，代表江苏省），2010年全国围棋个人赛第五名。2011年至2014年代表大连队，2015年、2016年代表江苏队，2017年代表河南队，2018年代表杭州队参加围甲联赛。刘曦的妻子是围棋职业棋手蔡碧涵三段。

## 国内比赛成绩
2001年代表江苏队参加围乙联赛，在对阵浙江队棋手朱松力的比赛中发生了让棋事件，事后没有受到处罚。
2009年第1届全国智力运动会围棋混双赛冠军，2010年全国围棋个人赛第五名。

## 国际比赛成绩
2015年第2届梦百合杯预选赛连胜伊藤健良、申真谞、杨鼎新进入本赛。本赛首轮负于范胤。